# Cümşüdlü
Cümşüdlü è un comune dell'Azerbaigian situato nel distretto di Göygöl. Conta una popolazione di 1 590 abitanti.